# Durandal

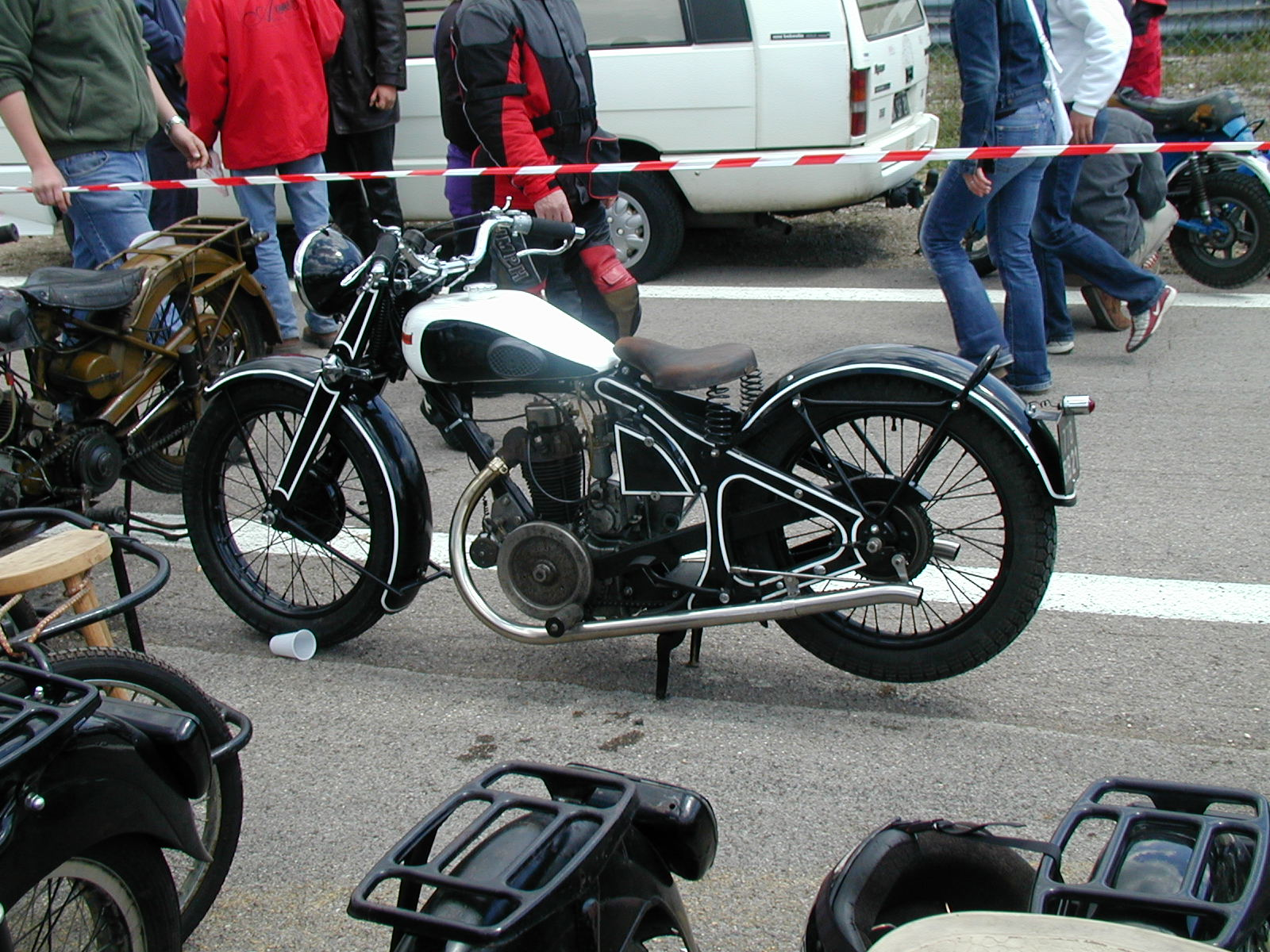
Durandal 350 type D

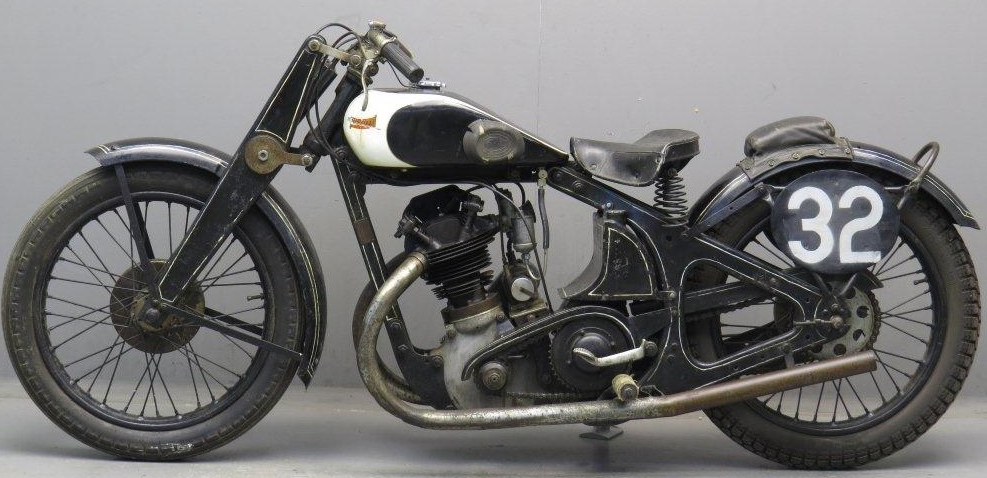
Durandal-Python 350cc-wegracer uit 1933

Durandal is een Frans historisch merk van motorfietsen.
De bedrijfsnaam was: Societé Anonyme des Motocyclettes, later Ets. Moto Durandal, Dijon.
Durandal was een kleine fabriek van Philippe Ulberich die vanaf 1925 plaatframes bouwde waarin aanvankelijk JAP-, Harrissard-, Train-, Zürcher- en Chaise-motoren gehangen werden. De naam van het merk en ook het logo verwijst naar het magische zwaard uit het Roelantslied.
Voor een 350cc-racer werd een 348cc-Velocette KTT-motor gebruikt waarmee vele races gewonnen werden. In de eerste modellen werden Sturmey-Archer-motoren en versnellingsbakken gebruikt. Toen Rudge begin jaren dertig besloot zijn motorblokken onder de naam "Python" als inbouwblok op de markt te brengen schakelde Durandal meteen op deze blokken over. Men ging toen ook wegrace-motorfietsen maken en de machines van Durandal-Python waren in de jaren dertig ongeveer de enige productieracers die in Frankrijk op de markt kwamen. Daardoor kwamen er vanzelf veel sportieve successen. Een 500cc-Durandal-Python verbeterde het record voor motorfietsen tijdens de heuvelklimwedstrijd op de Mont Ventoux in 1933.
Het bedrijf kreeg echter te maken met de gevolgen van de beurskrach van 1929 en de concurrentie van het merk Terrot, dat eveneens in Dijon gevestigd was. In 1933 verdween Durandal van de markt.